# Évolution du collège épiscopal français en 2019
Liste des évêques français
- 2015
- 2016
- 2017
- 2018
- 2019
- 2020
- 2021
- 2022
- 2023

Cette page a pour but de présenter les évolutions intervenues au sein du collège épiscopal français au cours de l'année 2019, ainsi que la situation des évêques des diocèses de France métropolitaine et d'outre-mer, mais également des évêques français exerçant pour la curie romaine ou pour des diocèses étrangers au 31 décembre 2019.

## Évolution du1erjanvier au 31 décembre 2019
L'année 2019 aura été marquée en particulier par les nominations des nouveaux archevêques de Marseille, Tours et Bordeaux, par la disparition du cardinal Roger Etchegaray et par la mise en retrait du cardinal Philippe Barbarin.
| Date              | Événement                                                      | Titre                                                                                              |
| ----------------- | -------------------------------------------------------------- | -------------------------------------------------------------------------------------------------- |
| 8 janvier 2019    | Nomination de Jean-Pierre Vuillemin                            | Évêque auxiliaire de Metz                                                                          |
| 17 janvier 2019   | Nomination de Benoît Bertrand                                  | Évêque de Mende                                                                                    |
| 20 janvier 2019   | Ordination épiscopale et installation de Bruno Valentin        | Évêque auxiliaire de Versailles                                                                    |
| 3 février 2019    | Ordination épiscopale et installation de Jean-Pierre Vuillemin | Évêque auxiliaire de Metz                                                                          |
| 10 février 2019   | Ordination épiscopale et installation d'Alexandre Joly         | Évêque auxiliaire de Rennes                                                                        |
| 18 février 2019   | Transfert de Borys Gudziak                                     | Archevêque de Philadelphie des Ukrainiens (États-Unis)                                             |
| 18 février 2019   | Nomination de Hlib Lonchyna                                    | Administrateur apostolique de l'éparchie Saint-Vladimir-le-Grand de Paris des Ukrainiens           |
| 3 mars 2019       | Ordination épiscopale et installation de Benoît Bertrand       | Évêque de Mende                                                                                    |
| 19 mars 2019      | Transfert de Jean-Marie Speich                                 | Nonce apostolique en Slovénie et Délégué apostolique au Kosovo                                     |
| 24 mars 2019      | Ordination épiscopale et installation de Susitino Sionepoe     | Évêque de Wallis et Futuna                                                                         |
| 4 avril 2019      | Mort de Gabriel Piroird                                        | Évêque émérite de Constantine et Hippone (Algérie)                                                 |
| 17 avril 2019     | Nomination d'Alain Guellec                                     | Évêque auxiliaire de Montpellier                                                                   |
| 29 avril 2019     | Mort d'Albert-Marie de Monléon                                 | Évêque émérite de Meaux                                                                            |
| 18 mai 2019       | Nomination de Philippe Marsset                                 | Évêque auxiliaire de Paris                                                                         |
| 24 juin 2019      | Nomination de Michel Dubost                                    | Administrateur apostolique de l'archidiocèse de Lyon                                               |
| 7 juillet 2019    | Ordination épiscopale et installation d'Alain Guellec          | Évêque auxiliaire de Montpellier                                                                   |
| 8 août 2019       | Démission de Georges Pontier                                   | Archevêque métropolitain émérite de Marseille                                                      |
| 8 août 2019       | Nomination de Jean-Marc Aveline                                | Archevêque métropolitain de Marseille                                                              |
| 4 septembre 2019  | Mort du cardinal Roger Etchegaray                              | Président émérite du Conseil pontifical Justice et Paix. Vice-doyen émérite du Collège cardinalice |
| 6 septembre 2019  | Ordination épiscopale et installation de Philippe Marsset      | Évêque auxiliaire de Paris                                                                         |
| 15 septembre 2019 | Installation de Jean-Marc Aveline                              | Archevêque métropolitain de Marseille                                                              |
| 1er octobre 2019  | Démission du cardinal Jean-Pierre Ricard                       | Archevêque métropolitain émérite de Bordeaux                                                       |
| 26 octobre 2019   | Démission de Bernard-Nicolas Aubertin                          | Archevêque métropolitain émérite de Tours                                                          |
| 4 novembre 2019   | Nomination de Vincent Jordy                                    | Archevêque métropolitain de Tours                                                                  |
| 14 novembre 2019  | Nomination de Jean-Paul James                                  | Archevêque métropolitain de Bordeaux                                                               |
| 28 novembre 2019  | Mort d'Ernest Cabo                                             | Évêque émérite de Basse-Terre et Pointe-à-Pitre                                                    |
| 9 décembre 2019   | Nomination de Nicolas Lhernould                                | Évêque de Constantine et Hippone (Algérie)                                                         |
| 12 décembre 2019  | Démission de Jean Gardin                                       | Évêque émérite d'Impfondo (République du Congo)                                                    |

Soit pour l'année 2019 :
- Huit nominations dont
  - Quatre nominations de nouveaux évêques en France
  - Trois transferts d'évêques
  - Une nomination d'évêque français au service d'un diocèse étranger
- Sept ordinations épiscopales
- Quatre départs en retraite ou démissions
- Quatre décès

## France métropolitaine
- Agen : Hubert Herbreteau
- Aire et Dax : Nicolas Souchu, Hervé Gaschignard évêque émérite, Philippe Breton évêque émérite
- Aix-en-Provence et Arles : Christophe Dufour, Claude Feidt archevêque émérite
- Ajaccio : Olivier de Germay
- Albi, Castres et Lavaur : Jean Legrez
- Amiens : Olivier Leborgne, Jacques Noyer évêque émérite
- Angers : Emmanuel Delmas, Jean Orchampt évêque émérite
- Angoulême : Hervé Gosselin, Claude Dagens évêque émérite
- Annecy : Yves Boivineau
- Arras, Boulogne sur Mer et Saint Omer : Jean-Paul Jaeger
- Auch, Condom, Lectoure et Lombez : Maurice Gardès, Maurice Fréchard archevêque émérite
- Autun, Chalon et Mâcon : Benoît Rivière, Raymond Séguy évêque émérite
- Avignon : Jean-Pierre Cattenoz
- Bayeux et Lisieux : Jean-Claude Boulanger
- Bayonne, Lescar et Oloron : Marc Aillet, Pierre Molères évêque émérite
- Beauvais, Noyon et Senlis : Jacques Benoit-Gonnin
- Belfort-Montbéliard : Dominique Blanchet, Claude Schockert évêque émérite
- Belley-Ars : Pascal Roland, Guy Bagnard évêque émérite
- Besançon : Jean-Luc Bouilleret
- Blois : Jean-Pierre Batut, Maurice de Germiny évêque émérite
- Bordeaux et Bazas : Jean-Paul James, Bertrand Lacombe évêque auxiliaire, Jean-Marie Le Vert évêque auxiliaire, Cardinal Jean-Pierre Ricard archevêque émérite
- Bourges : Jérôme Beau, Armand Maillard archevêque émérite, Hubert Barbier archevêque émérite
- Cahors : Laurent Camiade
- Cambrai : Vincent Dollmann
- Carcassonne et Narbonne : Alain Planet, Jacques Despierre évêque émérite
- Châlons-en-Champagne : François Touvet, Gilbert Louis évêque émérite
- Chambéry, Maurienne et Tarentaise : Philippe Ballot
- Chartres : Philippe Christory
- Clermont : François Kalist, Hippolyte Simon archevêque émérite
- Coutances et Avranches : Laurent Le Boulc'h
- Créteil : Michel Santier, Daniel Labille évêque émérite
- Digne-les-Bains, Riez et Sisteron : Jean-Philippe Nault, François-Xavier Loizeau évêque émérite
- Dijon : Roland Minnerath
- Évreux : Christian Nourrichard
- Évry-Corbeil-Essonnes : Michel Pansard, Michel Dubost évêque émérite, Guy Herbulot évêque émérite
- Fréjus et Toulon : Dominique Rey
- Gap et Embrun : Xavier Malle, Jean-Michel di Falco évêque émérite
- Grenoble et Vienne : Guy de Kerimel
- Langres : Joseph de Metz-Noblat, Philippe Gueneley évêque émérite
- La Rochelle et Saintes : Georges Colomb, Bernard Housset évêque émérite
- Laval : Thierry Scherrer
- Le Havre : Jean-Luc Brunin, Michel Guyard évêque émérite
- Le Mans : Yves Le Saux
- Le Puy-en-Velay : Luc Crepy
- Lille : Laurent Ulrich, Antoine Hérouard évêque auxiliaire, Gérard Defois évêque émérite, Gérard Coliche évêque auxiliaire émérite
- Limoges : Pierre-Antoine Bozo
- Luçon : François Jacolin, Alain Castet évêque émérite
- Lyon : Michel Dubost administrateur apostolique, Cardinal Philippe Barbarin, Patrick Le Gal évêque auxiliaire, Emmanuel Gobilliard évêque auxiliaire
- Marseille : Jean-Marc Aveline, Georges Pontier archevêque émérite
- Meaux : Jean-Yves Nahmias
- Mende : Benoît Bertrand, Paul Bertrand évêque émérite
- Metz : Jean-Christophe Lagleize, Jean-Pierre Vuillemin évêque auxiliaire, Pierre Raffin évêque émérite
- Montauban : Bernard Ginoux, Jacques de Saint-Blanquat évêque émérite
- Montpellier, Lodève, Béziers, Agde et Saint Pons de Thomières : Pierre-Marie Carré, Alain Guellec évêque auxiliaire, Guy Thomazeau archevêque émérite, Claude Azéma évêque auxiliaire émérite
- Moulins : Laurent Percerou
- Nancy-Toul : Jean-Louis Papin
- Nanterre : Matthieu Rougé, Gérard Daucourt évêque émérite, François Favreau évêque émérite
- Nantes : vacant, Georges Soubrier évêque émérite
- Nevers : Thierry Brac de La Perrière
- Nice : André Marceau, Louis Sankalé évêque émérite, Jean Bonfils évêque émérite
- Nîmes, Uzès et Alès : Robert Wattebled
- Orléans : Jacques Blaquart, André Fort évêque émérite
- Pamiers, Couserans et Mirepoix : Jean-Marc Eychenne
- Paris : Michel Aupetit, Denis Jachiet évêque auxiliaire, Thibault Verny évêque auxiliaire, Philippe Marsset évêque auxiliaire, Cardinal André Vingt-Trois archevêque émérite
- Périgueux et Sarlat : Philippe Mousset, Michel Mouïsse évêque émérite
- Perpignan-Elne : Norbert Turini
- Poitiers : Pascal Wintzer, Albert Rouet archevêque émérite
- Pontoise : Stanislas Lalanne
- Quimper, Cornouailles et Léon : Laurent Dognin
- Reims : Eric de Moulins-Beaufort, archevêque, Bruno Feillet évêque auxiliaire, Thierry Jordan, archevêque émerite, Joseph Boishu évêque auxiliaire émérite
- Rennes, Dol et Saint Malo : Pierre d'Ornellas archevêque, Alexandre Joly évêque auxiliaire
- Rodez et Vabres : François Fonlupt
- Rouen : Dominique Lebrun, Jean-Charles Descubes archevêque émérite
- Saint-Brieuc et Tréguier : Denis Moutel, Lucien Fruchaud évêque émérite
- Saint-Claude : vacant
- Saint-Denis : Pascal Delannoy
- Saint-Dié : Didier Berthet, Jean-Paul Mathieu évêque émérite, Paul-Marie Guillaume évêque émérite
- Saint-Étienne : Sylvain Bataille
- Saint-Flour : Bruno Grua
- Séez : Jacques Habert
- Sens et Auxerre : Hervé Giraud, Yves Patenôtre archevêque émérite, Georges Gilson archevêque émérite
- Soissons, Laon et Saint-Quentin : Renauld de Dinechin
- Strasbourg : Luc Ravel, Christian Kratz évêque auxiliaire, Joseph Doré archevêque émérite, Jean-Pierre Grallet archevêque émérite
- Tarbes et Lourdes : Nicolas Brouwet, Jacques Perrier évêque émérite
- Toulouse, Saint Bertrand de Comminges et Rieux : Robert Le Gall, Émile Marcus archevêque émérite
- Tours : Vincent Jordy, Bernard-Nicolas Aubertin archevêque émérite
- Troyes : Marc Stenger
- Tulle : Francis Bestion, Bernard Charrier évêque émérite
- Valence, Die et Saint-Paul-Trois-Châteaux : Pierre-Yves Michel, Didier-Léon Marchand évêque émérite
- Vannes : Raymond Centène, François-Mathurin Gourvès évêque émérite
- Verdun : Jean-Paul Gusching, François Maupu évêque émérite
- Versailles : Éric Aumonier, Bruno Valentin, évêque auxiliaire, Jean-Charles Thomas évêque émérite
- Viviers : Jean-Louis Balsa, François Blondel évêque émérite

- Diocèse aux armées françaises : Antoine de Romanet
- Mission de France : Hervé Giraud, Yves Patenôtre prélat émérite, Georges Gilson prélat émérite

## France d'outre-mer
- Basse-Terre et Pointe-à-Pitre : Jean-Yves Riocreux
- Cayenne : Emmanuel Lafont
- Saint-Pierre et Fort-de-France : David Macaire, Michel Méranville archevêque émérite
- Taiohae : Pascal Chang-Soi, Guy Chevalier évêque émérite
- Îles Wallis-et-Futuna : Susitino Sionepoe, Ghislain de Rasilly évêque émérite
- Nouméa : Michel-Marie Calvet
- Papeete : Jean-Pierre Cottanceau, Hubert Coppenrath archevêque émérite
- Saint-Denis de La Réunion : Gilbert Aubry

## Églises orientales en France
- Éparchie Sainte-Croix-de-Paris des Arméniens : Élie Yéghiayan, Jean Teyrouz évêque émérite
- Éparchie Notre-Dame du Liban de Paris des Maronites : Nasser Gemayel
- Éparchie Saint Vladimir le Grand de Paris des Ukrainiens : vacant, Hlib Lonchyna, administrateur apostolique
- Ordinariat de France des catholiques orientaux : Michel Aupetit

## Au service du Saint-Siège
Plusieurs évêques français exercent des fonctions dans les services diplomatiques du Saint-Siège ou dans les différents organismes de la Curie romaine.
- Tribunal suprême de la signature apostolique : Cardinal Dominique Mamberti, préfet
- Archives secrètes du Vatican et Bibliothèque apostolique vaticane : Jean-Louis Bruguès, archiviste et bibliothécaire émérite
- Congrégation pour le clergé : Joël Mercier, secrétaire
- Conseil pontifical pour la culture : Cardinal Paul Poupard, président émérite
- Institut biblique pontifical : Cardinal Albert Vanhoye, SJ, professeur émérite d'écritures saintes

- Service diplomatique : François Bacqué, nonce apostolique émérite ; André Dupuy, nonce apostolique émérite ; Jean-Paul Gobel, nonce apostolique émérite
- Nonciature en Slovénie et délégué au Kosovo : Jean-Marie Speich, nonce
- Nonciature en Égypte et délégué apostolique auprès de la Ligue arabe : Nicolas Thévenin, nonce
- Nonciature aux États-Unis : Christophe Pierre, nonce
- Nonciature près l'Union européenne : Alain Lebeaupin, nonce
- Ordre souverain de Malte : Jean Laffitte, prélat

## Au service de diocèses étrangers

### Afrique
- Algérie - Alger : Paul Desfarges, SJ, archevêque ; Henri Teissier archevêque émérite
- Algérie - Constantine : Nicolas Lhernould, évêque
- Algérie - Laghouat : Claude Rault, M.Afr, évêque émérite
- Algérie - Oran : Jean-Paul Vesco, OP, évêque ; Alphonse Georger, évêque émérite
- République du Congo - Impfondo : Jean Gardin, CSSp, évêque émérite
- République du Congo - Ouesso : Yves Monot, CSSp, évêque
- Djibouti - Djibouti : Georges Perron, OFM. Cap, évêque émérite
- Gabon - Makokou : Joseph Koerber, CSSp, vicaire apostolique
- Gabon - Mouila (en) : Dominique Bonnet, CSSp, évêque émérite
- Maroc - Rabat : Vincent Landel, SCJ Béth, archevêque émérite
- Niger - Niamey : Michel Cartatéguy, SMA, archevêque émérite ; Guy Romano, CSsR, évêque émérite
- Tchad - Mongo : Henri Coudray, SJ, vicaire apostolique
- Tchad - N'Djaména : Charles Vandame, SJ, archevêque émérite
- Tchad - Pala : Georges-Hilaire Dupont, OMI, évêque émérite

### Amérique du Sud
- Brésil - Santissima Conceição do Araguaia : Dominique You, évêque
- Brésil - Viana (en) : Xavier de Maupeou, évêque émérite

### Asie - Océanie
- Cambodge - Phnom-Penh : Olivier Schmitthaeusler, MEP, vicaire apostolique ; Yves Ramousse, MEP, vicaire apostolique émérite
- Corée du Sud - Andong : René Dupont, MEP, évêque émérite
- Laos - Savannakhet : Pierre Bach, MEP, vicaire apostolique émérite

### Europe
- Estonie - Administration apostolique d'Estonie : Philippe Jourdan, administrateur apostolique
- Monaco - Monaco : Bernard Barsi, archevêque
- Turquie - Istanbul : Louis Pelâtre, AA, vicaire apostolique émérite

## Autres situations
- Pierre-Marie Gaschy et Lucien Fischer, vicaires apostoliques émérites de Saint-Pierre et Miquelon, vicariat apostolique supprimé en 2018.
- Jacques Gaillot, évêque titulaire de Partenia.
- Bernard Tissier de Mallerais, évêque de la Fraternité sacerdotale Saint-Pie-X.
- Jean-Michel Faure, évêque de l'Union sacerdotale Marcel-Lefebvre (excommunié).